# Elevação do segmento ST

Representação esquemática de ECG normal

Na eletrocardiografia, o segmento ST conecta o complexo QRS e a onda T e tem uma duração de 0,005 a 0,150 seg (5 a 150 ms).
Ele começa no ponto J (junção entre o complexo QRS e o segmento ST) e termina no início da onda T. No entanto, como geralmente é difícil determinar exatamente onde termina o segmento ST e começa a onda T, a relação entre o segmento ST e a onda T deve ser examinada em conjunto. A duração típica do segmento ST é geralmente em torno de 0,08 seg (80 ms). Deve estar essencialmente nivelado com os segmentos PR e TP.
O segmento ST representa o período isoelétrico quando os ventrículos estão entre a despolarização e a repolarização.

## Interpretação

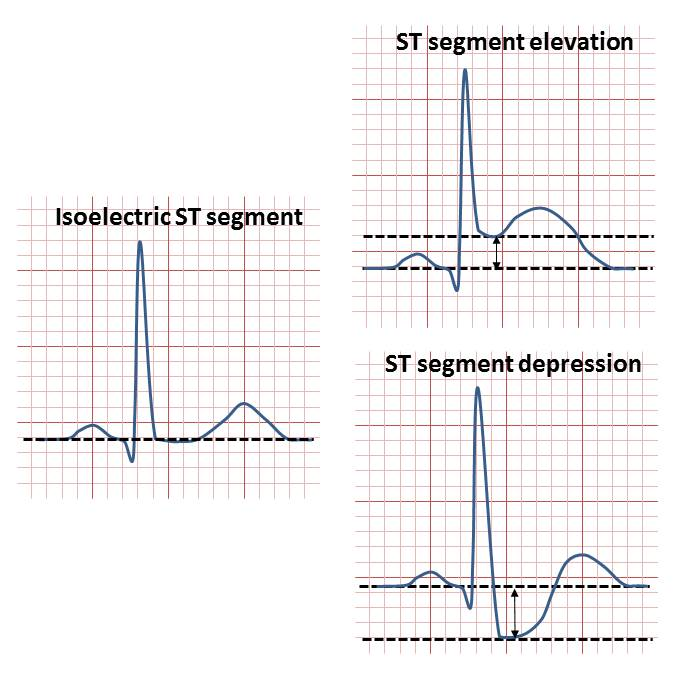
Ilustração de elevação e depressão do segmento ST

- Ilustração de elevação e depressão do segmento ST O segmento ST normal tem uma ligeira concavidade para cima.
- Segmentos ST planos, inclinados para baixo ou deprimidos podem indicar isquemia coronariana .
- A elevação do ST pode indicar infarto do miocárdio transmural. Uma elevação de> 1 mm e mais de 80 milissegundos após o ponto J. Esta medida tem uma taxa de falsos positivos de 15-20% (que é ligeiramente mais alta nas mulheres do que nos homens) e uma taxa de falsos negativos de 20-30%.[1]
- A depressão do segmento ST pode estar associada a infarto subendocárdico do miocárdio, hipocalemia ou toxicidade digitálica.[2]

## Em monitoramento fetal
Na eletrocardiografia fetal, a análise da forma de onda ST (às vezes abreviada como STAN) é usada para obter uma indicação de níveis crescentes de déficit da base fetal .